# Apisai Koroisau

a Compétitions nationales et continentales officielles uniquement.

b Matchs officiels uniquement.
Apisai Koroisau, né le 7 novembre 1992 à Sydney (Australie), est un joueur de rugby à XIII Australien d'origine fidjienne évoluant au poste de talonneur, de demi de mêlée ou de demi d'ouverture. Il fait ses débuts en National Rugby League avec les Rabbitohs de South Sydney en 2014 puis rejoint les Panthers de Penrith en 2015 et enfin les Sea Eagles de Manly-Warringah en 2016. Il est parallèlement appelé en sélection avec les Fidji avec laquelle il dispute deux demi-finales de Coupe du monde en 2013 et en 2017.

## Palmarès
- Collectif :
  - Vainqueur du State of Origin : 2021 (Nouvelle-Galles du Sud).
  - Vainqueur de la National Rugby League : 2021 et 2022 (Penrith).
  - Finaliste de la National Rugby League : 2020 (Penrith).

- Individuel : 
  - Elu meilleur talonneur de la National Rugby League : 2022 (Penrith).

### En sélection

#### Détails en sélection
| 1.  | 28 octobre 2013  | Irlande              | 32-14 | Coupe du monde | Remplaçant | 0  | 0 | 0 | 0 |
| 2.  | 2 novembre 2013  | Australie            | 2-34  | Coupe du monde | Remplaçant | 0  | 0 | 0 | 0 |
| 3.  | 17 novembre 2013 | Samoa                | 22-4  | Coupe du monde | Remplaçant | 0  | 0 | 0 | 0 |
| 4.  | 23 novembre 2013 | Australie            | 0-64  | Coupe du monde | Remplaçant | 0  | 0 | 0 | 0 |
| 5.  | 2 mai 2015       | Papouas.-Nlle-Guinée | 22-10 | Amical         | Talonneur  | 6  | 0 | 3 | 0 |
| 6.  | 8 octobre 2016   | Samoa                | 20-18 | Amical         | Talonneur  | 0  | 0 | 0 | 0 |
| 7.  | 6 mai 2017       | Tonga                | 24-26 | Amical         | Talonneur  | 4  | 0 | 2 | 0 |
| 8.  | 28 octobre 2017  | États-Unis           | 58-12 | Coupe du monde | Talonneur  | 10 | 0 | 5 | 0 |
| 9.  | 5 novembre 2017  | Pays de Galles       | 72-6  | Coupe du monde | Talonneur  | 8  | 0 | 4 | 0 |
| 10. | 10 novembre 2017 | Italie               | 38-10 | Coupe du monde | Talonneur  | 8  | 0 | 4 | 0 |
| 11. | 18 novembre 2017 | Nouvelle-Zélande     | 4-2   | Coupe du monde | Talonneur  | 2  | 0 | 1 | 0 |
| 12. | 24 novembre 2017 | Australie            | 6-54  | Coupe du monde | Talonneur  | 2  | 0 | 1 | 0 |

### En club

#### Statistiques
| Saison | Club                       | Compétition           | Matchs | Points | Essais | Goals | Drops |
| ------ | -------------------------- | --------------------- | ------ | ------ | ------ | ----- | ----- |
| 2014   | South Sydney Rabbitohs     | National Rugby League | 14     | 1      | 0      | 0     | 0     |
| 2015   | Penrith Panthers           | National Rugby League | 16     | 12     | 1      | 4     | 0     |
| 2016   | Manly-Warringah Sea Eagles | National Rugby League | 18     | 16     | 3      | 2     | 0     |
| 2017   | Manly-Warringah Sea Eagles | National Rugby League | 24     | 14     | 3      | 1     | 0     |
| 2018   | Manly-Warringah Sea Eagles | National Rugby League | 13     | 12     | 3      | 1     | 0     |
| 2019   | Manly-Warringah Sea Eagles | National Rugby League | 22     | 8      | 2      | 0     | 0     |
| Total  | Total                      | Total                 | 107    | 66     | 13     | 7     | 0     |